# Parenhim
Parenhim je izraz, ki opisuje skupino določenih celic; pomen parenhima je različen pri živalih in pri rastlinah.

## Pri živalih (in ljudeh)
Pri živalskih organizmih in pri človeku parenhim pomeni za tkivo ali organ specifične celice (za razliko od strome, ki pomeni vezivno celičje tkiva oziroma organa). O parenhimskem tkivu in o stromi lahko govorimo tudi pri novotvorbah (tumorjih); parenhim so mutirane rakave celice ene linije, medtem ko je stroma vezivno ogrodje tumorja.
Zarodek ima na začetku svojega razvoja tri celične plasti, imenovane klični listi: notranji (endoderm), srednji (mezoderm) in zunanji klični list (ektoderm). Parenhim večine organov nastane iz zunanjega kličnega lista (npr. kože, možganov) ali notranjega kličnega lista (npr. parenhim pljuč, prebavil, jeter, trebušne slinavke). Iz srednjega kličnega lista nastane le npr. parenhim ledvic in srca. Stromalne celice vseh organov so mezodermalnega izvora.

### Primeri parenhimskih tkiv
| Organ   | Parenhim                                                                 |
| ledvica | nefroni                                                                  |
| pljuča  | alveoli, respiratorni bronhioli, alveolarni vodi in terminalni bronhioli |
| vranica | bela pulpa in rdeča pulpa                                                |
| možgani | nevroni                                                                  |
| jetra   | hepatociti                                                               |
| srce    | kardiomiociti                                                            |

## Pri rastlinah
Parenhimske celice pri rastlinah so vrsta osnovnega tkiva. Imajo tanke primarne celične stene in predstavljajo večinsko tkivo neolesenelih struktur, v nekaterih primerih pa je lahko celična stena parenhimskih celic tudi olesenela. So razmeroma velike celice in na začetku življenjske dobe vsebujejo več majhnih vakuol, ki se kasneje zlijejo v eno centralno vakuolo. Med celicami parenhima so običajno medcelični prostori ali intercelulariji, ki omogočajo nenehno dihanje tkiv. Parenhim pri rastlinah je bistven, ker ohrani potencial za dediferenciacijo in vnovično celično delitev ter s tem tudi obnavljanje tkiv ob morebitnih poškodbah ali sekundarni rasti.
Glede na funkcijo lahko parenhimske celice razdelimo v vsaj pet razredov:: 
- sintetski parenhim (npr. fotosintetski klorenhim, meristemski parenhim, izločalni parenhim),
- strukturni parenhim (npr. zračni parenhim ali aerenhim),
- mejni parenhim (npr. povrhnjica ali epiderm[3]),
- transportni parenhim (npr. prenosne celice) in
- založni parenhim.